# Comunidade Intermunicipal do Baixo Alentejo

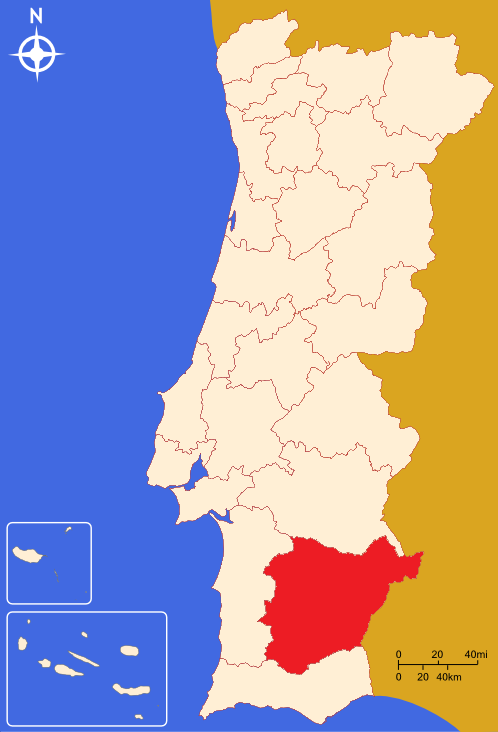
Comunidade Intermunicipal do Baixo Alentejo

A Comunidade Intermunicipal do Baixo Alentejo, também designada por CIMBAL, é uma comunidade intermunicipal (CIM) de Portugal. É composta por 13 municípios. A área geográfica corresponde à NUTS III do Baixo Alentejo.

## Municípios
| Município            | Área (em km²) | População (censo de 2011) |
| -------------------- | ------------- | ------------------------- |
| Aljustrel            | 458,5         | 9.257                     |
| Almodôvar            | 777,9         | 7.449                     |
| Alvito               | 264,9         | 2.504                     |
| Barrancos            | 168,4         | 1.834                     |
| Beja                 | 1146,4        | 35.854                    |
| Castro Verde         | 569,4         | 7.276                     |
| Cuba                 | 172,1         | 4.878                     |
| Ferreira do Alentejo | 648,2         | 8.255                     |
| Mértola              | 1292,9        | 7.274                     |
| Moura                | 958,5         | 15.167                    |
| Ourique              | 663,3         | 5.389                     |
| Serpa                | 1105,6        | 15.623                    |
| Vidigueira           | 316,6         | 5.932                     |
| Total                | 8542,7        | 126.692                   |